# Retrato del escultor Jens Adolf Jerichau, el marido de la artista
El Retrato del escultor Jens Adolf Jerichau, el marido de la artista es un retrato  realizado al óleo sobre lienzo del escultor danés Jens Adolf Jerichau pintado en 1846 por Elisabeth Jerichau-Baumann, el mismo año en que se casaron. La obra se encuentra en la Galería Nacional de Dinamarca (Copenhague).

## Autora
Elisabeth Jerichau-Baumann era una artista de habla alemana y educación alemana. Cuando llegó a Copenhague en 1848, tuvo que superar numerosos obstáculos. Se la consideraba una extranjera y no fue bien recibida en la cultura danesa, que estaba más preocupada por la continuación del legado del Siglo de Oro danés, expresado por Christoffer Wilhelm Eckersberg y Niels Lauritz Høyen.

## Descripción
El retrato fue pintado en 1846, el mismo año que Elisabeth Baumann y Jens Adolf Jerichau se casaron.
La pintura muestra a Jens Adolf Jerichau sentado y mirando ligeramente hacia su lado izquierdo en lugar de hacia el espectador. El foco principal está en las manos del escultor, las «manos creativas». En la mano izquierda Jerichau lleva su anillo de compromiso y en la mano derecha sostiene un poco de material probablemente de la escultura que se vislumbra en el fondo, un boceto para una obra de Hércules y Hebe de 1845. La artista muestra el dominio de su marido en la tradición escultórica.
La pintura fue dada como un regalo a la Galería Nacional de Dinamarca por Brewer J. C. Jacobsen en 1876 que la había recibido después de la muerte de la artista en 1881.

## Europeana 280
En abril de 2016, la pintura Retrato del escultor Jens Adolf Jerichau, el marido de la artista fue seleccionada como una de las diez obras artísticas más importantes de Dinamarca por el proyecto Europeana.